# Nassau Lake
Nassau Lake est une census-designated place du comté de Rensselaer, dans l'État de New York, aux États-Unis. En 2020, elle compte une population de 1 004 habitants.